# بين وودز
بين وودز (بالإنجليزية: Ben Woods)‏ هو لاعب اتحاد الرغبي بريطاني، ولد في 9 يونيو 1982 في بارنسلي في المملكة المتحدة.

## روابط خارجية
- بين وودز على موقع دوري الرغبي الممتاز (الإنجليزية)
- بين وودز عل موقع إسبنسكروم (الإنجليزية)
- بين وودز على موقع ItsRugby.co.uk (الإنجليزية)